# Tawfiq al-Hakim
Pour les articles homonymes, voir Hakim.
Œuvres principales
- Les Gens de la caverne (1933)
- Le retour de l'esprit (1933)
- Mohamed (1934)
- Oiseau d'orient (1938)
- Pygmalion (1943)
- Théâtre de la société (1950)
- Théâtre varié (1956)
- Voyage vers demain (1957)
- A manger pour tous (1963)
- Le destin d'un cafard (1966)
- La canne du sage, L'âne de sagesse, Mon âne m'a dit, les ânes

Tawfiq al-Hakim né Tawfiq Ismaël al-Hakim (arabe : توفيق الحكيم) le 9 octobre 1898 dans la banlieue d'Alexandrie, et mort le 26 juillet 1987 au Caire, est un écrivain, dramaturge, essayiste et homme de lettres égyptien. Il est l'un des pionniers du roman et de l'écriture théâtrale arabe et un des grands noms dans l'histoire de la littérature arabe moderne.
Ses œuvres théâtrales furent très variées puisqu'il prendra comme source d'inspiration tantôt l'Égypte pharaonique, la Grèce antique, ou la religion musulmane. Il a écrit dans le théâtre de variété, le théâtre de boulevard, ou encore le théâtre de l'absurde. Il a été l'instaurateur d'un courant littéraire théâtral qu'il appellera « le théâtre mental ».
La réception critique et populaire de ses œuvres novatrices fut mitigée ; elles furent tour à tour portées aux nues et enterrées sous un échec écrasant. Il eut une forte influence sur la création littéraire arabe, inspirant à travers ses écrits des générations entières d'écrivains et lançant un nouveau mouvement littéraire théâtral avec sa pièce Les gens de la caverne (1933). Ce fut un événement important pour la dramaturgie arabe qui a vu l'émergence d'un courant connu comme étant celui du « théâtre mental ». En dépit de la production prolifique de Tawfiq al-Hakim, il n'y a que peu de pièces qui sont destinées à être portées à la scène. La plupart de ses œuvres théâtrales sont écrites exclusivement pour être lues. Le lecteur y découvre tout un monde de signes et de symboles correspondant à une critique assez virulente de la vie et de la société faisant preuve de profondeur et de conscience.
Al-Hakim a été le témoin des deux guerres mondiales en 1914 et en 1939. Il a été le contemporain des géants de la littérature contemporaine de cette période, comme Moustapha Sadek al-Rafi'i , Taha Hussein, Abbas Mahmoud Al-Akkad, Ahmed Amin et Salema Moussa. Il a vécu en même temps que des géants de la poésie comme Ahmad Shawqi et Hafez Ibrahim, des géants de la musique tels que Sayed Darwish, Zakaria Ahmed, Mohamed Abdel Wahab et Mohamed el-Qasabgi, et des géants du théâtre égyptien, tels que George Al Abiyadh et Youssef Wahbi. Il aussi vécu ce qu'il nomme « la période de déclin de la culture égyptienne »  s'étendant de la Seconde Guerre mondiale à la révolution de Juillet 1952. Cette ère a été décrite dans un de ses articles du journal Akhbar Al-Yawm comme étant « l'ère Shoukoukou », et cela en référence à Mahmoud Shoukoukou (acteur de monologues et marionnettiste, "aragouz" comme on dit en dialecte égyptien).

## Biographie

### Vie personnelle
Tawfiq Ismail al-Hakim est né à Alexandrie en 1897, d'un père égyptien d'origine rurale travaillant dans le système judiciaire dans la ville de  Delengat, paysan riche de souche, et d'une mère faisant partie de l'aristocratie turque (fille d'un officier turc à la retraite).
Certains spécialistes proposent une autre date pour sa naissance, selon ce que rapportent  le Dr Ismail Ad'ham et le Dr Ibrahim Naji dans leur étude de Tawfiq al-Hakim, il serait né en 1903 dans la banlieue de sable (Dhahiat Al-Raml) dans la ville d'Alexandrie. Le rang social de sa mère et sa vision aristocratique du monde édifiaient de fortes barrières entre Tawfiq al-Hakim et sa famille de paysans. C'est peut-être cette séparation des autres enfants et de ses pairs, qui  avait aussi contribué à la création de l'univers mental de l'écrivain que personne n'hésite à décrire comme un homme enfermé dans sa tour d'ivoire. À l'âge de 7 ans, il a rejoint l'École de Damanhur jusqu'à la fin de ses études élémentaires en 1915, puis son père l'a placé dans une école publique du Gouvernorat de Beheira où il a terminé ses études primaires. Il est ensuite parti au Caire, chez ses oncles  pour poursuivre ses études secondaires dans le lycée Muhammad Ali, en raison de l'absence d'une école secondaire dans son district. À cette période, il eut une brève idylle amoureuse avec sa voisine, la fin de celle-ci ne fut pas agréable. Vivre loin de sa famille lui a permis une sorte de liberté qu'il n'avait jamais eue auparavant à cause du caractère difficile de sa mère. Il s'est donc investi dans la musique et le théâtre en suivant des cours. Le groupe théâtral de George Al-Abiyadh a satisfait ses penchants artistiques pour le quatrième art.
En 1919, pendant la révolution égyptienne, il participe avec ses oncles aux manifestations. Il est alors arrêté avec eux et détenu à la prison de Al-Qalaa. Son père a été en mesure de le transférer à l'hôpital militaire jusqu'à sa libération. Ainsi, il peut retourner à ses études en 1920 et obtient son baccalauréat en 1921. Il a ensuite rejoint la Faculté de droit pour satisfaire le souhait de son père et obtient sa licence en 1924. Il a rejoint le bureau d'un avocat bien connu en tant qu'avocat stagiaire pour une courte période de temps jusqu'à ce que son père fasse jouer ses relations pour lui permettre de poursuivre des études supérieures à la Sorbonne afin d'obtenir un doctorat en droit pour enseigner ensuite en Egypte dans l'une des universités émergentes. Là, à partir de 1925 et pendant 3 années, Tawfīq al-Ḥakīm vit passionnément l'expérience scénique de Dada et des surréalistes. Il découvre de nouveaux horizons théâtraux et culturels. C'est ainsi qu'échouent les efforts de son père qui l'avait envoyé en France afin de l'éloigner du théâtre pour qu'il se consacre exclusivement à ses études de droit. Pendant la durée de son séjour à Paris, il a découvert d'autres aspects et d'autres facettes de l'art théâtral, notamment  le fait que l'ensemble de la culture européenne est basée sur l'essence du théâtre grec.  C'est alors qu'il s'est mis à  étudier le théâtre grec antique et à s'informer sur les mythes et les légendes de la Grèce. Tawfiq abandonne ainsi ses études et fréquente les théâtres français et l'Opéra. Après trois ans passés en France, il revient en Égypte, sans doctorat.
En 1928, il devient fonctionnaire attaché au parquet des tribunaux mixtes et, en 1929, « substitut de campagne », puis fonctionnaire au ministère de l'Instruction publique (1933), directeur du Département de musique et théâtre en 1937, et enfin directeur du Département de l'orientation sociale (1939). Mais, en 1943, il démissionne de la fonction publique pour se consacrer à l'écriture. Il accepte toutefois, en 1951, la charge de conservateur général de la Bibliothèque nationale du Caire. La même année, il a été élu membre de l'Académie de la langue arabe et en 1956 a été nommé membre à temps plein du Conseil suprême pour la protection des arts et des lettres avec un poste de sous-secrétaire du ministère. Il est ensuite retourné au Caire au début de l'année 1960 à sa position au Conseil suprême des Arts. En 1960, il représenta son pays à l'Unesco à Paris. L'année suivante, il a reçu le prix d'État de la littérature. En 1971 il a travaillé dans le journal égyptien d'Al-Ahram en tant que conseiller et membre du conseil d'administration.
Tawfiq Al-Hakim fut longtemps appelé « l'ennemi de la femme » à cause de ses écrits parfois misogynes et réducteurs à l'égard de celles-ci ; il se maria sur le tard après de longues années de célibat en 1946, et eut deux enfants. Il meurt le 23 juillet 1987 et seule sa fille lui survit, sa femme étant morte en 1977, suivie de près par son fils (1978) qui a perdu la vie dans un accident de voiture.

### Production littéraire

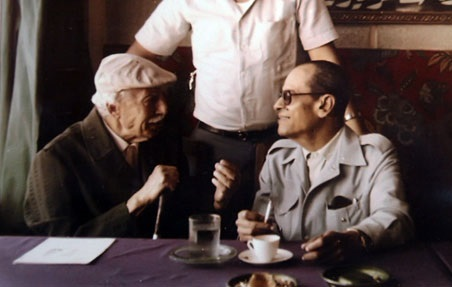
Tawfiq al-Hakim avec Naguib Mahfouz (Le Caire, 1982).

#### Théâtre
Tawfiq Al-Hakim fut d'abord et avant tout, un homme de théâtre et un grand dramaturge. Aussi, la plupart de ses écrits sont des pièces de théâtre.

##### Inspirations et influences
Les œuvres du dramaturge ont subi des influences assez variées. Hakim a été le premier auteur à s'être inspiré dans ses pièces de sujets liés au patrimoine égyptien à travers les âges et les civilisations par lesquels ce pays est passé, passant de l'ère pharaonique à l'ère romaine puis copte arrivant à l'ère islamique, mais certains critiques l'ont accusé d'avoir ce qu'ils ont appelé "des tendances pharaoniques", surtout après la parution de son roman le retour de l'esprit (1933). À son tour, " Tawfiq al-Hakim évoque cette influence, il se rattache au courant pharaonique contemporain et rejoint l'hypothèse de Taha Hussein, selon laquelle l'Égypte et la Grèce s'influencèrent l'une l'autre ou, plus exactement l'une après l'autre. L'importance de son  inspiration mythologique ressort dans ses œuvres dont les titres eux-mêmes sont évocateurs (Pygmalion (1942), Œdipe roi (1949), Isis (1955)). Dans le même cadre, apparait une inspiration coranique ou religieuse dans des œuvres comme Ach'aab, Le songe de la caverne, Mohamed, etc. Une autre grande influence est celle du théâtre d'avant-garde et du théâtre de boulevard, deux courants majeurs qu'il a découverts lors de ses études en France et qui mèneront plus tard à la création de son « théâtre de la société » et de son théâtre mental et absurde. Le théâtre de boulevard se veut ici populaire et proche du vaudeville, ce qui le rapproche de l'œuvre d'Henry Bataille. Ce théâtre-là a mené Al-Hakim à la création d'une nouvelle façon de s'exprimer, ou ce qu'on appelle souvent « la troisième langue » : un mélange entre le dialecte égyptien et la langue arabe académique. Quant à ce courant absurde, Al-Hakim se défendra souvent en disant ne pas y adhérer totalement et en disant considérer plutôt son œuvre comme l'illustration de la déraison.

##### Le Théâtre de la Société
Ce théâtre fut assemblé par l'auteur dans une même édition de 21 pièces qui sont inspirées :
- de la morale de la société : En un jour et une nuit
- par la nature humaine : Je veux tuer
- par le mouvement féministe : La Représentante respectable
- de la vie conjugale : Les Détenteurs du bonheur conjugal
- par la guerre de Palestine : La Naissance d'un héros
- des hommes d'affaires et du conflit générationnel : Le Voleur
- par la liberté des femmes : Je veux cet homme
- du journalisme et de la politique : Il savait comment mourir
- par le cinéma et la religion : Le Réalisateur
- par l'éthique de la guerre : L'Immeuble de el-Miaallim Kunduz
- de l'amour et de l'argent : Le Trésor
- par les croyances populaires : La Maison des fourmis
- par la procédure gouvernementale : Métiers libres
- par des faits divers : Sorcière
- par des modèles humains : L'Amour platonique
- par la vie contemporaine : Les Affamés
- par la vie artistique : Le Nid tranquille
- par l'éthique et ambition aveugle : La Clé du succès
- par un courant de la société : L'Homme qui a résisté
- par la société et la science moderne : Si jeunesse savait !

Le théâtre de la société est souvent un théâtre de boulevard, un théâtre populaire qui utilise le langage facile et léger qui caractérise ce genre (ici la troisième langue ou mélange entre dialecte et langue académique). Il a voulu faire de son théâtre un miroir de la société pour produire parfois, une réflexion si réaliste qu'elle veut provoquer délibérément « la rage de Caliban apercevant sa face dans un miroir ». C'est ainsi une satire et une critique de la société qu'offre Al-Hakim, tantôt sur un ton moqueur, tantôt sur un ton drôle et amusant, mais aussi parfois grave et dépité.

##### Le théâtre mental
Il a été le pionnier et le père créateur d'un théâtre des idées, un théâtre qui était basé sur le symbole et la pensée plus que sur l'action et le mouvement scénique. Son courant littéraire a été appelé "théâtre mental" notamment pour la difficulté qu'il y a à le mettre en scène. Tawfiq al-Hakim en était bien conscient quand il a dit dans une interview : "Je base aujourd'hui mon théâtre à l'intérieur de l'esprit ; ses acteurs sont des idées évoluant dans des significations absolues revêtant l'habit des symboles. C'est pour cela que l'écart entre moi et la scène théâtrale s'est élargi, et je n'ai pas trouvé de pont permettant de faire passer ces œuvres pour le public ». Son œuvre majeure dans ce courant est La Caverne des songes (1933) ; cette pièce eut un immense succès et fut éditée deux fois la première année de sa parution. Elle fut traduite en français, anglais et italien. Il est à noter que le Théâtre National ayant alors commencé son activité depuis peu, l'œuvre a été l'une des premières pièces à y être représentées en 1935. Elle a été mise en scène par le grand artiste Zaki Tulaimat. Ce fut un échec cuisant qui a choqué tout le monde et qui a fait prendre conscience à Tawfiq al-Hakim de la nature purement intellectuelle et mentale de ses œuvres.

##### Lethéâtre de l'absurdeou de "la déraison" (اللامعقول)
De ce théâtre, Tawfiq Al-Hakim dit: « Le déraisonnable n'est pas ce qu'on appelle l'absurde dans les doctrines européennes mais c'est l'exploration de ce qui représente dans notre art et notre pensée populaire l'illustration de la cohésion entre raison et déraison. Les courants européens modernes ont simplement encouragé techniquement à aller vers ces sources d'inspiration sans crainte du contrôle de la pensée logique classique qui a gouverné le monde de l'art à différentes époques ». Al-Hakim dira aussi: « le déraisonnable, l'extraordinaire et le miraculeux font partie prenante de la vie en orient ».
Parmi ces pièces absurdes, nous trouverons le destin d'un cafard (1966) ou encore le fleuve de la folie (courte pièce de 6 pages), ou en tant qu'œuvre majeure on peut voir A manger pour tous (1963). Ce qui caractérise cette dernière pièce, c'est un mélange improbable entre le réalisme et le symbolisme, le réalisme et l'absurde. C'est une pièce faisant partie du théâtre de l'absurde de par sa forme et ses techniques (un huis clos, nombre restreint de personnages, date et circonstances nébuleuses...) mais aussi par la coupure qui existe entre la réalité extérieure et le monde intérieur dans la pièce. On retrouve la résolution nébuleuse et imaginaire à des problèmes réels et connus (la faim dans le monde). Mais la peinture des personnages et leurs caractéristiques sont purement réalistes:On se retrouve chez un employé du gouvernement, Hamdi Abdel-Bari. Au début de la pièce Hamdi semble être un homme banal jusqu'à l’insignifiance; Son travail dans le ministère est banalement automatique, et en dehors du ministère il perd son temps au café en jouant aux dés avec un groupe d'amis ordinaires comme lui. Et sa femme Samira ne diffère pas de lui, ils ont aussi la pensée et la culture limitée, et même crise entre eux est au niveau de banalité et leur superficialité respectives. Mais là, comme dans la pièce le destin d'un cafard, on trouve une contemplation existentialiste, et absurde du monde à travers un objet quelconque ou un être insignifiant (le cafard, ou la tâche d'eau dans la pièce A manger pour tous).

#### Romans, contes et nouvelles
Parmi les œuvres majeures de ces genres littéraires on peut trouver chez Al-Hakim des écrits comme : Le retour de l'esprit (1933), Journal d'un substitut de campagne (1938) Oiseau d'orient (1938), le lien sacré (1944), ou encore: Fais-moi voir Allah (1953). Les œuvres narratives de l'auteur furent aussi variées que son œuvre théâtrale quoiqu'elles furent moins nombreuses. Elles ont suivi le développement du style et des sujets étudiés dans l'œuvre théâtrale et repris par l'œuvre philosophique et critique. Ainsi, on peut y voir le miroir de la société et de ses travers mais aussi les questionnements existentiels et philosophiques de Al-Hakim.

#### Positions, articles et essais
Il est assez difficile de diviser cette partie de l'œuvre de Tawfiq Al-Hakim, de ses œuvres théâtrales et romanesques. En effet, souvent des pièces, des nouvelles ou des contes, servent d'illustration voire de conducteur direct à la transmission des idées et des positions de l'auteur. Nous donnons ici une liste non exhaustive de ces écrits qui se situent librement entre les contes philosophiques et les critiques et études:

##### Positions politiques
- L'arbre politique en Égypte: 1919-1979 (1945)
- Retour de l'esprit (1933)
- Sous le soleil de la pensée (1938)

##### De la religion
- Sous le soleil de la pensée (1938)
- Fais-moi voir Allah (1953)

##### Éthique personnelle et littérature
- Sous le soleil de la pensée (1938)
- De la tour d'ivoire (1941)
- L'art de la littérature (1952)
- Mon âne m'a dit (1938)
- Dialogue avec la planète (1974)

## La liste de ses œuvres
Il compte à son actif 100 œuvres théâtrales et 62 livres. Sa première œuvre théâtrale est L'Hôte indésirable (al-Dayf al-Taqil), œuvre perdue écrite en 1919 pendant l'occupation britannique.
- L'Hôte indésirable 1919
- La nouvelle Femme / ou la femme moderne (al mar'a al jadida) 1926 (sortie en 1996)
- Une balle en plein cœur 1926 (sortie en 1931)
- Devant le guichet 1928
- Retour de l'esprit/ ou l'âme retrouvée (selon les traductions)1933
- Les Gens de la caverne/ ou la caverne des songes (selon les traductions) 1933
- Shéhérazade (pièce de théâtre) 1934
- Mohamed (biographie théâtralisée) 1934
- Journal d'un substitut de campagne, 1938
- Oiseau d'Orient, 1938
- Mon âne m'a dit (essai philosophique) 1938
- Sous le soleil de la pensée 1938
- Ach'aab 1938
- Praxis ou le Problème du pouvoir 1939
- La danseuse du temple 1938
- L'âne de sagesse 1940
- De la tour d'ivoire (articles et essais courts) 1941
- Pygmalion, 1942, œuvre théâtrale
- Le fleuve de la folie (pièce en 1 acte)
- L'art de la littérature (articles et essais) 1952
- Fais-moi voir Allah (contes philosophiques) 1953
- La canne du sage / ou dialogue du sage avec sa canne 1954
- Equilibrance 1955
- Isis 1955
- Théâtre varié/ ou Théâtre multicolore (selon les traductions) (21 pièces regroupées) 1956
- Théâtre varié (21 pièces regroupées) 1956
- La maison des fourmis (pièce en 1 acte)
- Voyage vers demain 1957
- Le jeu de la mort 1957
- Le metteur en scène
- Le sultan dans l'embarras/ ou Le dilemme du sultan (pièce en 1 acte) 1960
- Le joueur de flûte
- Ô toi qui montes à l'arbre (pièce en 1 acte) 1962
- Dans sa robe verte (pièce en deux parties) 1962
- A manger pour tous 1963
- L'art de mourir (pièce en 1 acte)
- Le destin d'un cafard (pièce en 3 actes) 1966
- Notre moule théâtral (étude) 1967
- Dialogue avec la planète 1974
- Les ânes 1977

### Adaptations

#### Cinéma
- Les mains tendres (الأيدي الناعمة)
- La sortie du paradis (الخروج من الجنة)
- oiseau d'orient(عصفور من الشرق)
- Le lien sacré (الرباط المقدس)

## Prix et distinctions
Tawfiq al-Hakim et a remporté les prix et certificats d'appréciation suivants:
- Un doctorat honorifique de l'Académie des Arts en 1975.

Son nom a été donné à une troupe théâtrale (Théâtre Al-Hakim) de 1964 en 1972, puis le théâtre Mohamed Farid a porté son nom à partir de 1987.

## Décorations

### Décorations égyptiennes
- Grand cordon de l'ordre du Nil

- Grand-croix de l'ordre national du Mérite.

### Décorations étrangères
- Grand cordon de l'ordre du Mérite civil ( Syrie).
- Grand cordon de l'ordre national du Mérite ( Tunisie).